# Helmut Fischer (Fußballspieler, 1925)
Helmut Fischer (* 28. September 1925) ist ein ehemaliger deutscher Fußballspieler. Mit der SG Planitz wurde er 1948 Fußballmeister der Ostzone.

## Sportliche Laufbahn
Die Sportgemeinschaft (SG) Planitz wurde in der Saison 1947/48 Meister der Fußballstaffel Westsachsen und qualifizierte sich mit einem 3:0-Sieg über die SG Chemnitz West für die Fußball-Ostzonenmeisterschaft 1948. Zum Spielerkader der Planitzer gehörte der knapp 23-jährige Stürmer Helmut Fischer. Mit einem 5:0-Sieg über die SG Weimar Ost erreichte die SG Planitz das Endspiel um die Ostzonenmeisterschaft. Fischer erzielte in dieser Begegnung in der 48. Minute das zwischenzeitliche 3:0. Im Finale traf Planitz auf die SG Freiimfelde Halle und wurde mit Helmut Fischer als Linksaußenstürmer durch einen 1:0-Sieg Ostzonen-Fußballmeister. Nachdem Fischer auch noch in der Saison 1948/49 für die SG Planitz gespielt hatte, trat er anschließend im höherklassigen Fußball nicht mehr in Erscheinung. 